# Personnages de Violetta
 (mars 2022).
- Si vous ne connaissez pas le sujet, laissez ce bandeau (vous pouvez alors contacter les auteurs).
- Si vous supprimez le contenu mis en cause (vous pouvez préalablement contacter les auteurs),

argumentez précisément cette suppression dans la page de discussion
(un manque de référence n'est pas un argument ; une recherche réelle de référence doit avoir été effectuée, être formellement documentée).
 (mai 2020).
Si vous disposez d'ouvrages ou d'articles de référence ou si vous connaissez des sites web de qualité traitant du thème abordé ici, merci de compléter l'article en donnant les références utiles à sa vérifiabilité et en les liant à la section « Notes et références ».

Cet article présente les personnages de la série télévisée argentine Violetta, ainsi que les Guest star ayant participé à cette dernière.

## Personnages principaux

### Germán Castillo / Jeremias Castelli
Interprété par Diego Ramos

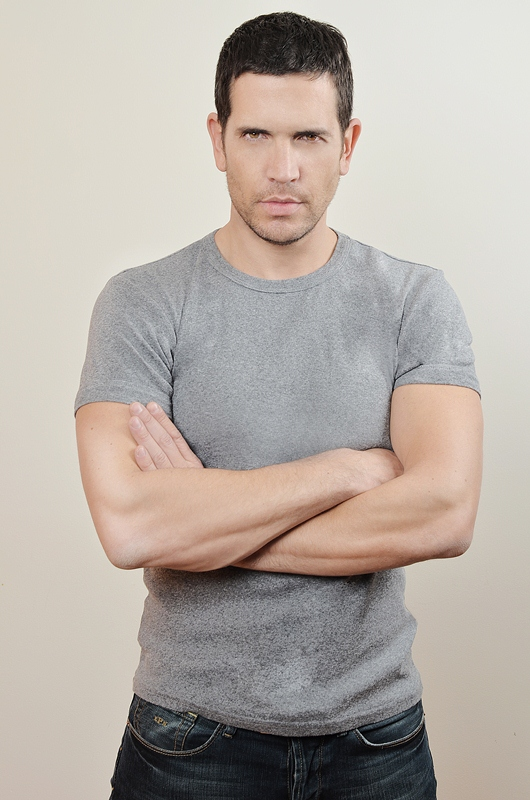
Diego Ramos, l'interprète de Germán Castillo.

Père de Violetta, Germán est un brillant ingénieur propriétaire d'une entreprise internationale de construction en faveur du développement durable. Il travaille sur des projets privés et publics à grande échelle. Il est intelligent et strict, et depuis la mort de sa femme, il surprotège sa fille. Mais sous ses airs sévères, se cache un cœur énorme.
Saison 1
Germán est en couple avec Jade, qui selon lui a une bonne influence sur sa fille. Toutefois, quand Angie, le nouveau professeur de Violetta, arrive, il est troublé et, même s'il ne veut pas l'admettre, il finit par tomber amoureux d'elle. Il rompt avec Jade le jour de leur mariage pour Angie et il lui avouera son amour mais celle-ci ne se sent pas prête, car elle est en réalité la sœur de sa femme décédée.
Saison 2
Germán rencontre Esmeralda, qui est en fait une actrice engagée par Jade et Matías pour lui briser le cœur. Ils vont escroquer Germán qui se retrouvera sans argent. Il va se déguiser en plusieurs personnages dont Jeremias Castelli, pianiste dont Ramallo est un des seuls à connaître le secret, pour espionner sa fille au Studio On Beat. Mais plus tard, Violetta le découvre et en voudra profondément à son père. En tant que Jeremias, Angie va aussi tomber amoureuse de lui. Quant à Roberto, il s'imaginera qu'il se passe quelque chose entre Jeremias et Jackie, ce qui le rendra jaloux. Dans cette saison, Germán ce montrera très talentueux au piano, comme on peut le voir dans l'épisode 80 lorsqu'il accompagne Violetta sur Soy mi mejor momento pour la représentation finale.
Saison 3
Dans la troisième saison, il tombe sous le charme de la mère de Ludmila, Priscilla, au grand malheur de leurs filles, dont Ludmila fera tout son possible pour les séparer. Ils décideront d'officialiser leur amour en s’unissant au cours d'une cérémonie républicaine, ce qui ne déplaît à son ex-fiancée, Jade. Germán se rendra compte petit à petit de son erreur, car Priscilla a en réalité de mauvaises intentions envers Angie et Violetta. C'est grâce à Violetta et Ludmila qu'il demandera la main d'Angie et l'épousera effectivement dans le dernier épisode. On apprend dans ce même épisode que Germán a étudié à un studio à Séville et qu'il en était le meilleur élève.

### Violetta Castillo
Interprétée par Martina Stoessel

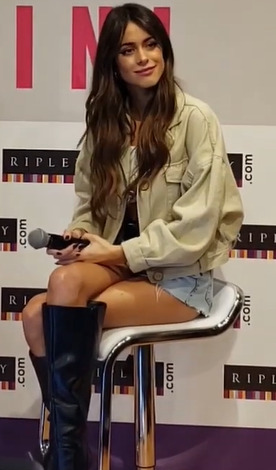
Martina Stoessel, l'interprète de Violetta Castillo.

Violetta est l'héroïne de la série. Jeune fille talentueuse, timide et réservée qui confie tous ses secrets à son journal intime. Elle a une belle voix, héritée de sa mère María, une célèbre chanteuse décédée lorsqu'elle était en tournée, alors que Violetta n’était encore qu’une enfant de cinq ans. 
Saison 1
Quand elle arrive a Buenos Aires, elle a un coup de foudre pour un garçon nommé Tomás. Elle y découvre le Studio 21, une école de musique réputée. Elle réussit à convaincre son père de lui payer des cours de piano dans cette école. Il accepte et là-bas, Violetta rencontre León, l'ex-petit ami de Ludmila (celui-ci lui donnera son premier baiser, pour tenter de lui faire oublier Tomás). Elle rencontre aussi Francesca et Camilla, avec qui elle se lie d'amitié. Angie, sa nouvelle professeur particulière, est en fait sa tante et professeur de chant au Studio. Elle finira par rentrer au Studio 21 grâce à Ramallo. Malgré ses sentiments, Violetta refuse de sortir avec Tomás car sa meilleure amie, Francesca, est amoureuse de lui. Plus tard, elle sortira avec León mais il finira par rompre avec elle car Violetta est toujours amoureuse de Tomás. Elle participe au concours de YouMix et finira deuxième derrière Federico. Finalement, son père apprend qu'elle est au Studio et est très en colère contre elle. Vers la fin de la saison, Violetta et German apprennent qu'Angie est en fait la tante de Violetta, la sœur de Maria.  Son père veut alors l'éloigner du Studio et d'Angie en déménageant au Qatar. Mais dans le dernier épisode, il se rend compte qu'elle ne peut vivre sans musique et décide de la ramener au spectacle et de rester à Buenos Aires. Violetta finira par embrasser Tomás dans l’ultime épisode mais ce dernier va devoir déménager en Espagne, ce qui empêchera la suite de leurs relation. Elle décide donc de rester seule. 
Saison 2
Dans la deuxième saison, les vacances sont finies et Violetta ainsi que les autres élèves du Studio sont devenus populaires grâce à YouMix. À cause du départ de Tomás, Violetta décide de ressortir avec León, pour qui elle n’avait pas réussi à développer de sentiments tant que Tomás était présent. Elle rencontre aussi Diego, un garçon prétentieux. Lorsque León et elle se séparent, Violetta se rapproche pourtant de Diego et finit par sortir avec lui. Peu après, elle devient la star de YouMix, en partie car son père a des problèmes d'argent. Elle a des problèmes de voix jusqu'à avoir une extinction à la fin de la première partie. À partir de l'épisode 40, elle sort avec Diego et finit par renoncer à YouMix lorsqu'elle retrouve sa voix et que son père récupère son argent. Plus tard, elle découvre, grâce à León, que Diego et Ludmila ont monté un plan contre elle pour la renvoyer du Studio. Elle ne fait dès lors plus confiance à Diego et se remettra avec Léon au cours de l'épisode 79. Ils vont finalement s'embrasser dans le dernier épisode et elle part avec les élèves du Studio en tournée internationale.
Saison 3
Dans la saison 3, Violetta est en couple avec León et est très heureuse d'être en tournée. Mais les élèves rentrent et la dernière année au Studio commence. Elle rencontre Alex, un nouvel élève, et l'aide pour qu'il puisse intégrer le Studio. Il tombe amoureux d'elle. À cause de lui et de Gery, Violetta et León finiront par rompre. Toujours amoureuse de lui, Violetta se déguise en Roxy pour rester près de lui. Le problème est que León tombe amoureux de Roxy et que Violetta doit jongler entre les deux personnages lors d'un spectacle du Studio. Après le spectacle, Violetta décide de ne plus incarner Roxy mais elle finit par accepter un dernier rendez vous avec León. Il avoue son amour à Roxy et l'embrasse, découvrant sous le déguisement Violetta. Elle quittera YouMix car ils ont abandonné le Studio quand ils avaient le plus besoin d'eux. Après que León ait découvert que Violetta est Roxy, il décide de ne plus lui parler. Mais il finit par craquer car il ressent encore des sentiments pour la jeune fille, ce qui est  réciproque. Lors de l'épisode 60, León et Violetta s'embrassent mais décident de rester amis, ce qui étonne leurs amis. Peu après, ils se remettent ensemble. C'est grâce à Ludmila et elle que Germán et Angie se marient. Violetta chante auprès de León lors du mariage de son père et de sa tante. À la fin de la saison, elle considérera Ludmila comme l'une de ses meilleures amies, voire comme sa sœur.

### Tomás Heredia
Interprété par Pablo Espinosa
Saison 1
Modeste, sincère, confiant et parfois un peu distant et maladroit, Tomás chante et joue de la guitare, et ses chansons reflètent sa personnalité. Né en Espagne, il a déménagé avec sa mère à Buenos Aires pour s'occuper de sa grand-mère. D'abord livreur au Restó Bar, (restaurant du frère de sa meilleure amie Francesca) il fait la connaissance de Ludmila au studio 21 où il effectue ses livraisons. Elle tombera sous son charme. Il rencontrera Violetta lors d'une journée pluvieuse où il la sauvera d'une chute. Ils tomberont tous les deux amoureux au premier regard. Il fréquentera plus tard le Studio 21 grâce à une bourse du professeur Roberto, qui le recrute comme assistant après avoir été renvoyé du restaurant. Gregorio, le professeur de danse, fera tout pour le faire renvoyer. Tomás et Violetta tenterons de sortir ensemble mais Ludmila et León, son principal rival, se mettront toujours entre eux. Francesca sera également amoureuse de lui ce qui convaincra Violetta de cacher ses sentiments pour Tomás. Il sortira finalement avec Ludmila puis Francesca mais ne réussira jamais à oublier Violetta. Il finira par l'embrasser à la fin de la saison 1 . Violetta n’a jamais réussi à l’oublier malgré ses tentatives en sortant avec Léon. Dans le dernier épisode, Tomás repart pour l'Espagne ce qui les empêches de continuer leurs relation.

### Leonardo "León" Vargas
Interprété par Jorge Blanco
Saison 1

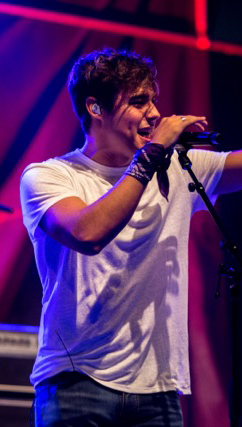
Jorge Blanco, l'interprète de Leon Vargas.

León est assez prétentieux et peut sembler superficiel et méchant dès qu'il est avec Ludmila, sa petite amie. León vient d'une famille aisée et n'a jamais eu à travailler pour vivre. Il fréquente le Studio 21 et a un grand potentiel artistique : il est le meilleur pianiste du Studio. Il fait la connaissance de Violetta et finira par tomber amoureux d'elle, il sera alors toujours attentionné et gentil. Même s'il traînait avec la bande « branchée » du Studio, Léon est un garçon qui a bon cœur. Il devient le petit ami de Violetta à partir de l'épisode 34 mais il rompt avec elle car il se rend compte qu'elle aime toujours Tomás. On apprend aussi qu'il est allergique aux fraises après que Ludmila en ait mis dans son verre.
Saison 2
Dans la saison 2, il se remettra avec Violetta, ils fileront le parfait amour jusqu'à l'arrivée de Diego au Studio On Beat, qui va réussir à les séparer en embrassant Violetta contre son gré. Il ne croira pas cette dernière quand elle lui dira que ce n'est pas elle qui a embrassé Diego, mais l'inverse. Il sortira avec Lara, sa mécanicienne, mais va se rendre compte qu'il est toujours amoureux de Violetta et retrouvera son amour. C'est lui qui a découvert que Diego et Ludmila ont monté un plan contre Violetta. Il raconte la vérité à Violetta sur ce complot et c'est lors du spectacle à Madrid que cette dernière découvre effectivement le plan de Diego et Ludmila, grâce à une vidéo tournée par León pour apporter la preuve de ses propos. Violetta décide de quitter Diego et sortira avec León à la fin de la saison.
Saison 3
Au début de la saison 3, il est toujours en couple avec Violetta. Il rencontre Gery, d'abord assistante à Art Rebel puis au studio qui tombera amoureuse de lui. Elle élaborera un plan avec Alex, un élève du studio, pour que León et Violetta se séparent. Dans l'épisode 6 de la saison 3, il se retrouve à l'hôpital après une chute de moto. Il finit par se réveiller grâce à un baiser de Violetta. Il ne tient pas compte des conseils du docteur qui lui interdit de chanter et danser, et sera victime d'un malaise lors d'un concert. Plus tard, il quittera le studio pour se consacrer à son groupe (formé par Maxi, Andrés, Broduey et Diego, ce dernier décidant de céder sa place à Federico) ce qui causera la rupture entre Leon et Violetta. Il tombera sous le charme de Roxy, qui n'est autre que Violetta déguisée, ce qui va déclencher la jalousie Gery. À la suite d'un baiser, León se rendra compte que Violetta et Roxy sont la même personne et lui en voudra beaucoup. Dans l'épisode 60, Violetta et León s'embrassent mais resteront amis. Plus tard, lors du voyage à Séville, Alex et Gery avouent tous leurs méfaits commis. Dans l'épisode 79, comprenant qu'ils ont été manipulés, Violetta et León s'avouent l'un et l'autre qu'ils s'aiment toujours, ils s'embrassent et se promettent qu'ils resteront ensemble pour toujours et que personne ne se mettra à travers leur chemin. Ils s'embrasseront lors du spectacle de l'épisode final.

### Ludmila Ferro
Interprétée par Mercedes Lambre
Saison 1

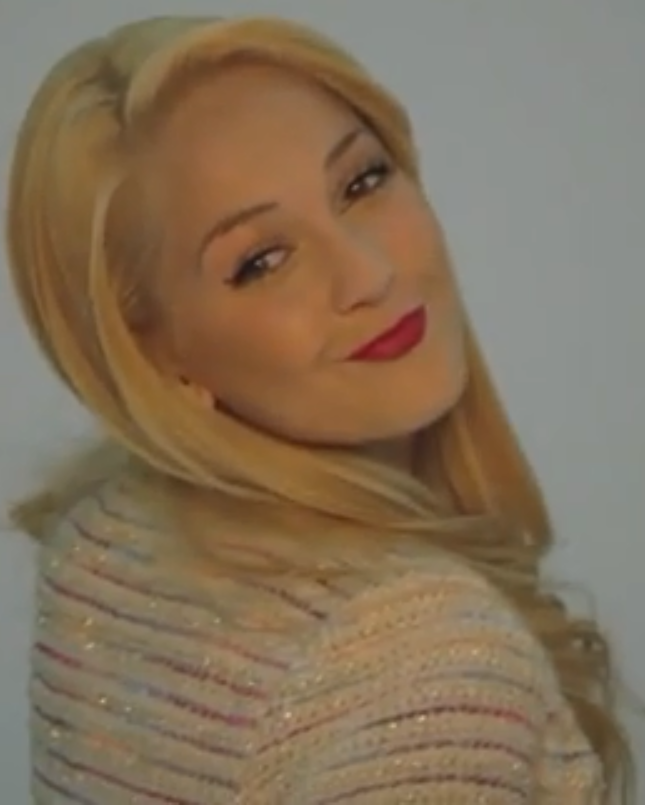
Mercedes Lambre, l'interprète de Ludmila Ferro.

Une fille de bonne famille, décontractée et chic du Studio 21. C'est une vraie diva, mais également une menteuse, manipulatrice et arrogante, en se prenant pour « la super nova » du Studio. Elle est obsédée par son apparence, et elle veut toujours être au centre de l'attention, surtout au Studio. Bien que très différente de Tomás, elle est amoureuse de lui dans la saison 1. Elle déteste  Violetta car elle l'a voit comme sa rivale. Elle a néanmoins une amie, Nata.
Saison 2
Elle engage un vieil ami d'enfance, Diego, qui a pour mission de détruire Violetta. Malgré elle, durant la 2e partie de la saison 2, elle tombera véritablement amoureuse d'un garçon : Federico. Celui-ci essaie de l'aider afin que son comportement peu apprécié par ses camarades change, ainsi son but est de révéler les réels sentiments qu'éprouve Ludmila. À la fin de cette saison, Ludmila change et améliore son comportement mais a peur que son air de diva revienne. Ainsi, Ludmila fait tout pour que Federico soit fier d'elle et que leur relation continue.
Saison 3
Dans la saison 3, Ludmila sera toujours aussi amoureuse de Federico, elle restera aussi méchante. Sa mère Priscila et le père de Violetta, Germán, entretiendront une relation et décideront de se marier, ce qui met Ludmila hors d'elle. Elle décide alors de tout faire pour les séparer. Ludmila deviendra la nouvelle étoile de YouMix après le départ de Violetta, grâce à la chanson Quiero qu'elle lui a en fait volé. Quand Federico apprendra qu'elle s'est servie d'une chanson de Violetta dans son propre intérêt, il rompra avec elle, ce qui la motive à quitter YouMix, mais stoppée à chaque fois par sa mère. Federico et Ludmila se remettront à nouveau ensemble, mais ce dernier apprend que la jeune fille n'a toujours pas renoncé à YouMix. Ils se sépareront encore une fois. Plus tard, pour rendre jaloux Federico, Ludmila fera semblant de sortir avec son nouveau partenaire de YouMix venu d'Espagne : Felipe Diaz. Au fil des épisodes, elle deviendra proche de Violetta et Germán et redeviendra gentille. Elle se remettra avec Federico à la fin de la saison. Également, à la fin de cette saison, Violetta et elle se considéreront comme des sœurs.

### Francesca Caviglia
Interprétée par Lodovica Comello
Saison 1

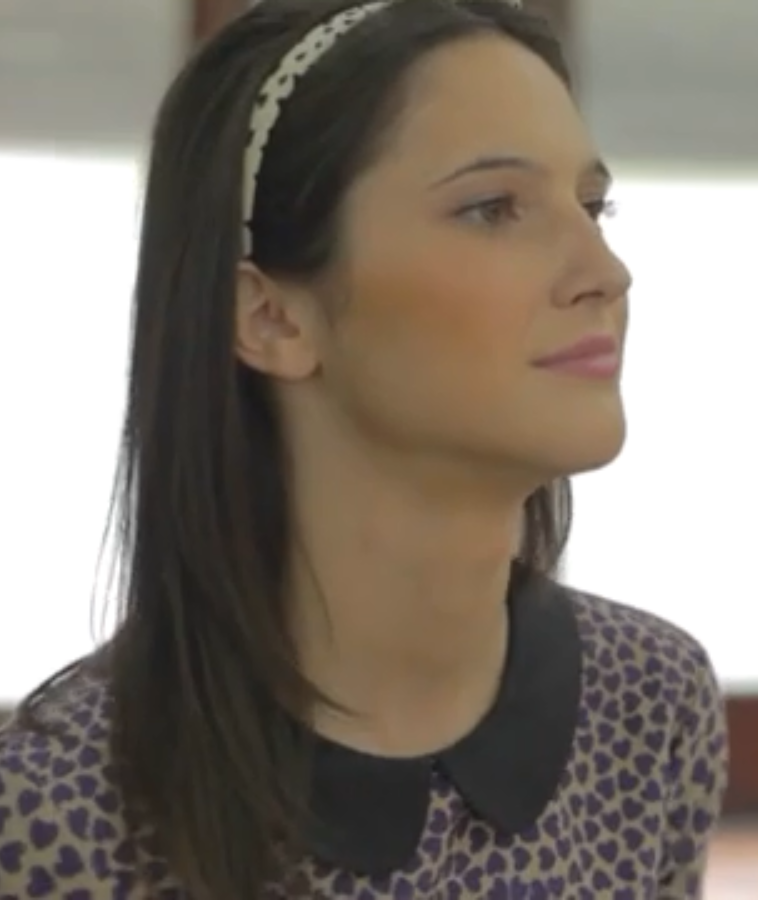
Lodovica Comello, l'interprète de Francesca.

Intelligente, altruiste mais très jalouse, Francesca est une excellente amie. Elle est consciente que sa famille se bat pour qu'elle puisse suivre les cours au Studio 21. Elle est née en Italie, comme son frère, Luca, qui dirige le restaurant familial, le Restó Bar. Dans la saison 1, elle est amoureuse de Tomás et sort avec lui pendant un temps, même si pour lui elle n'est qu'une amie. Elle est d'abord jalouse de Violetta, car Tomás est amoureux d'elle. Mais les deux jeunes filles finissent par devenir de grandes amies. Francesca fréquente aussi le Studio 21, où elle est liée d'amitié avec Camilla et Maxi. Ses meilleures amies sont Violetta et Camilla.
Saison 2
Dans la saison 2, elle sortira avec Marco, un nouvel arrivant au Studio On Beat. Vivant une belle histoire avec lui jusqu'à ce que l'ex-petite amie de Marco, Ana, toujours amoureuse, n'arrive et n'essaie de les séparer. Francesca devra rentrer en Italie dans l'épisode 51 mais finalement restera à Buenos Aires, car son père a compris qu'elle y a ses amis, le Studio et sa vie. Durant toute cette saison, sa meilleure amie est Violetta.
Saison 3
Dans la saison 3, Francesca trouve Marco distant, puisqu'il se prépare pour aller vivre en Angleterre, à Londres. Elle se séparera de lui avant qu'il ne parte. Elle tombera sous le charme de Diego, qui lui aussi est amoureux d'elle, mais une fois en couple ils cacheront la vérité à Violetta. Elle se déguise en Fausta pour aider Violetta à rester proche de León. Diego reconnaîtra Francesca lors de sa première rencontre avec Fausta, mais ne gardera le secret. Lorsqu'un metteur en scène lui demande de faire en tournée en Italie, hésitante, Francesca décidera de partir en échange que ce dernier sponsorise le Studio. L'accord fut accepté mais Francesca entend le metteur en scène dire qu'il ne donnera rien au Studio. Elle rompt l'accord. Durant toute cette saison, Francesca ne fera plus de différences entre Violetta et Camilla.

### Camilla Torres
Interprétée par Candelaria Molfese
Saison 1

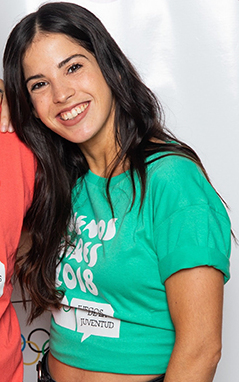
Candelaria Molefese, l'interprète de Camila Torres.

Drôle et extravertie, Camilla a un grand sens de la justice. Elle se bat pour ses convictions et est prête à tout pour défendre ses amis, en plus d'être maniaque et de vouloir tout diriger. Sa meilleure amie est Francesca. Au début de la série, Camilla n'arrive pas trouver son style, et essaie plusieurs styles les uns après les autres, jour après jour. Elle rêve de réussir comme chanteuse. Camilla est très douée mais elle est consciente qu'elle n'a pas encore la maturité artistique suffisante pour devenir une vraie star. Plus tard, elle tombera amoureuse de Broduey en même temps que Francesca, quand il arrive au Studio 21, mais finit par gagner son cœur, quand Francesca se rend compte qu'elle n'est pas amoureuse de lui. Francesca Maxi et Violetta sont ses meilleurs amis.
Saison 2
Dans la saison 2, elle cherchera au début à rendre jaloux Broduey, qui lui a menti sur son retour du Brésil avec DJ, le nouvel assistant de Roberto. Puis elle et Maxi essaieront de sortir ensemble, mais se rendent vite compte qu'ils ne le peuvent pas. Elle sera aussi en couple avec Seba, batteur du groupe des "Rock Bones". Ils se sépareront à cause de la distance. Peu après, il reviendra et Camilla mettra définitivement un terme à leur relation, pour retourner auprès de Broduey.
Saison 3
Dans la saison 3, elle est en couple avec Broduey. Les Rock Bones sont de retour et demandent à Camilla et Nata d'être leurs voix féminines, ce qui déclenche la jalousie de Broduey et Maxi. Il lui propose un ultimatum : soit elle reste avec Seba et les Rock Bones et il rompt, soit elle quitte le groupe et ils restent ensemble. Elle refuse d’abord, mais Seba lui avoue qu'il l'aime toujours autant et que leur amour n'est pas fini. Elle choisit finalement Broduey. Elle est retenue pour jouer dans un film mais elle devra, dans une scène, pleurer, ce qu'elle n'arrive pas à faire. Elle réussira lorsque Broduey, venu assister au tournage, se tiendra devant elle, derrière les caméras. Lors du voyage à Séville, elle reçoit un appel du réalisateur qui lui demande de revenir immédiatement à Buenos Aires. Ses amis lui demandent d'y réfléchir, mais elle choisira de dire au réalisateur de prendre une autre comédienne et qu'elle continue sa carrière de chanteuse. Dans cette saison, Camilla ne fera plus de différences entre Violetta et Francesca.

### Maximiliano «Maxi» Ponte
Interprété par Facundo Gambandé
Saison 1
Il est le meilleur danseur du Studio 21, et son style préféré est le street dance. Il est drôle, créatif, malin et rêveur, et il est persuadé d'avoir un avenir dans la musique. Il joue du clavier, du synthétiseur, crée des sons de basse sur son ordinateur et espère un jour pouvoir enregistrer un album. Camilla est sa meilleure amie et ils ont en commun leurs goûts musicaux et leur haine pour Ludmila. C'est un rappeur, il tombe facilement amoureux mais n'a pas de chance avec les filles, aussi accumule-t-il les ennuis quand il essaie de se faire aimer d'une fille qu'il apprécie.
Saison 2
Saison 3
Il sortira avec Matilda pendant une courte période, car celle-ci doit rentrer en Pologne, son pays d'origine. Il tombe amoureux de Nata et ils sortiront ensemble. Il sera furieux contre Nata car Felipe Diaz, membre de YouMix, l'a embrassé alors qu'elle ne le voulait pas. Il se réconciliera avec Nata une fois qu'elle lui aura avoué qu'elle l'aime toujours et qu'elle ne reste qu'amie avec Felipe. À la fin de la saison, il restera en couple avec Nata.

### Natalia «Nata» Vidal
Interprétée par Alba Rico Navarro
Saison 1
Bras droit de Ludmila, ou comme Ludmila le dit : « son assistance personnelle », Nata est une jolie fille passionnée par la mode et qui méprise les autres élèves. Au fond d'elle-même, elle manque d'assurance et pense que le seul moyen d'avoir du succès est de faire partie de la bande de Ludmila. Elle danse et chante bien, mais Ludmila ne la laisse pas dévoiler tout son talent. Nata sait que Ludmila pourrait la trahir à tout moment, alors qu'à l'inverse ce ne serait pas le cas. Et pourtant elle reste avec Ludmila car elle croit en elle. Dans l'épisode 54, elle va commencer à contredire Ludmila pour défendre sa sœur, avant de se lier d'amitié avec les autres élèves et de tomber amoureuse de Maxi.
Saison 2
Dans la saison 2, elle se liera d'amitié avec Violetta, Francesca et Camilla. Elle fera même partie d'un groupe de musique avec elles, ce qui déplaît à Ludmila qui déclenchera un accident et la blessera, ce qui l’empêche de faire partie au groupe. Elle y sera remplacée par Seba, le bassiste des Rock Bones et petit ami de Camilla. En fin de saison, elle sortira avec Maxi et deviendra de plus en plus proche de Violetta, Francesca et Camilla.
Saison 3
Dans la saison 3, Nata est toujours en couple avec Maxi, mais sera jalouse de Francesca pendant plusieurs épisode, car Ludmila l'informe que Maxi est tombé sous son charme. Après le retour des Rock Bones, elle rejoindra le groupe aux côtés de Camilla en tant que voix féminine. Pour la déstabiliser, Ludmila lui dira qu'elle n'a aucun talent et qu'elle se ridiculise en chantant avec eux. Nata est la première personne à découvrir que Ludmila auditionne pour YouMix. Elle rompt avec Maxi après l'avoir soupçonné d'être avec Matilda, et sera amie avec le (faux) nouveau petit ami de Ludmila, Felipe Díaz, qui aime éperdument Nata. Cela déclenchera la colère et la jalousie de sa meilleure amie et de son ex-petit ami, Maxi. Mais elle avouera à Felipe qu'elle aime toujours Maxi et ils décideront de rester amis. À la fin de la saison, elle se remettra en couple avec Maxi. Sa meilleure amie restera Ludmila, qui a changé de comportement envers elle, bien qu'elle considérera aussi Camilla, Francesca et Violetta comme ses meilleures amies.

### Andrés Calixto
Interprété par Nicolás Garnier
Saison 1
Le meilleur ami et premier fan de León. Il est maladroit et étourdi, mais il se donne à fond dans tout ce qu'il entreprend. Il faut parfois lui répéter les choses, mais il est plein d'assurance. Andrés a très bon cœur, et celui-ci est rempli de musique. Il est très romantique et tombe facilement amoureux. 
Saison 2
Dans la saison 2, il tombera amoureux de deux filles, l'une est la fille du maire, Emma, qui après leur retour essayera de nuire au Studio On Beat et l'autre gagnante d'un concours de You-Mix, Libi originaire d'Israël. Il préférera la seconde qui malheureusement repartira de Buenos Aires pour retourner en Israël.
Saison 3
Dans la saison 3, il tombe encore amoureux d'une fille qui n'est pas pour lui, Erika, la cousine de Diego. Cleptomane, Erika dérobera plusieurs objets fétiche des élèves du Studio On Beat et fera accuser Andrés à sa place ce qui l’empêchera presque de partir en tournée avec les autres. Après avoir découvert ce qu'a fait Erika, il continue de l'appeler, mais elle ne répond pas. 

### Federico Paccini
Interprété par Ruggero Pasquarelli
Saison 1

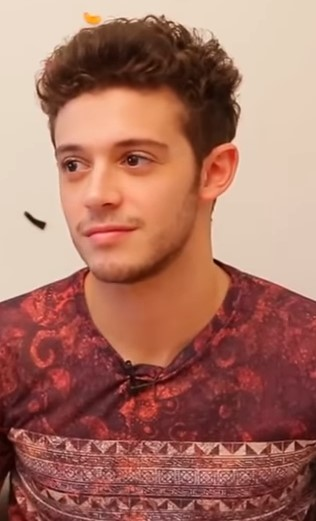
Ruggero Pasquarelli, l'interprète de Federico Granera.

Un jeune chanteur italien qui au début ne s'entendra pas avec Violetta, car elle le trouvera trop arrogant, puis apprendra à la connaître en vivant chez elle, car sa mère est une amie de Germán et en tombera amoureux. Il rentre au Studio 21 en cours d'année grâce à Pablo. Il y gagne le concours de You-Mix et devient une star et quitte le studio pour repartir en Italie. 
Saison 2
Il reviendra dans la saison 2 et où il va tomber amoureux de Ludmila Ferro une fille sur d'elle mais prétentieuse . Il essayera de la faire changer, mais il réalisera qu'il l'aime comme elle est, même avec ses défauts.
Saison 3
Dans la saison 3, il sera encore en couple avec Ludmila. Il quittera You-Mix juste après Violetta pour les mêmes raisons qu'elle. Très proche de Violetta, il se rangera de son côté quand il apprendra que Ludmila a volé une chanson à Violetta et s'en est servie pour être la nouvelle star de You-Mix. Il rompra avec elle pour ces raisons là en espérant qu'elle fasse le bon choix. Il tentera maintes fois de la reconquérir mais elle refuse car pendant la période où elle a été accusée d'avoir poussé Violetta dans les escaliers, il n'a pas été là pour la soutenir. À la fin de la saison, elle le pardonne et se remettront ensemble.

### Lucas "Luca" Caviglia
Interprété par Simone Lijoi 

 Saison 1 
Frère aîné de Francesca, et gérant de Restó Bar. Il a un fort caractère mais a aussi un grand cœur. Il transforme le resto bar en resto scène. En plus de diriger l'entreprise familiale, Lucas souhaite se développer en tant qu'artiste, comme sa sœur. Lucas est ambitieux et sait que le talent des garçons du Studio 21 peut être exploité pour attirer la clientèle. Des fois, les élèves du studio viennent pour faire des concerts ou des mini-spectacles. Il sera seulement mentionné dans la saison 2.

### Broduey Silva
Interprété par Samuel Nascimento
Saison 1
Jeune homme venant du Brésil. Tout d'abord Francesca et Camilla lui courent après dès son arrivée, mais lui sera sous le charme de Violetta tout comme Violetta, enfin selon Ludmila. C'est avec Camilla qu'il sortira. Peu après ils rompront, car Broduey lui aura menti sur le fait qu'il part au Brésil.
Saison 2
Il essayera de la récupérer mais ça ne marchera pas, Elle est vraiment en colère. Il sera triste de la voir heureuse avec Sebas. À la fin de la saison 2, Camilla et Broduey essaieront de se remettre ensemble à plusieurs reprises, jusqu'à qu'ils y arrivent.
Saison 3
Dans la saison 3, il sera en couple avec Camilla et sera très amoureux. Mais quand les Rock Bones reviennent et que Camilla rejoint le groupe, Broduey devient très jaloux et ne supporte pas que Camilla répète avec Sebas toute la journée, même s'ils ne sont pas seuls. Il finira par lui proposer un ultimatum.... Et finalement elle le choisit.

### Diego Hernández Casal
Interprété par Diego Domínguez Llort
Saison 2
Arrogant et fou amoureux de Violetta, il vient d'Espagne. Son côté « bad boy » ne plaît pas trop à Violetta mais très vite elle aura des sentiments pour lui, ce qui entraînera une rivalité entre lui et León. Il a une personnalité ressemblante à celle de Ludmila mais en moins cruel. Lui et Ludmila ont conclu un pacte : Diego doit détruire Violetta et en contrepartie Ludmila devra lui révéler l'identité de son père. Plus le temps passe et plus Violetta tombe sous le charme de Diego. Lors de l'épisode 20, Violetta tombe accidentellement dans les bras de Diego lors du show et il en profite pour l'embrasser. Ils officialiseront leur relation lors du grand spectacle (épisode 39-40) après un nouveau baiser qui celui-ci est volontaire. Diego commencera à ressentir des réels sentiments pour Violetta, ce qui ne plaira pas à Ludmila. Lors de l’épisode 75, Violetta découvre que Ludmila et Diego ont monté un plan pour la renvoyer du studio. Diego, dépité d'avoir perdu Violetta, s'excusera à de multiples reprises mais celle-ci ne veut plus lui parler.
Saison 3
Dans la saison 3, il quitte le studio pour créer avec son père Gregorio leur propre studio pour professionnels nommé Art Rebel. Devenu très gentil, il est apprécié par tout le monde. Il tombera sous le charme de Francesca qui décidera de sortir avec lui après avoir réalisé qu'elle était jalouse de le voir avec une autre fille, qui s'avère être sa cousine. Francesca ne supportera pas de cacher leur histoire à Violetta et décidera de rompre. Mais en se rendant compte de leurs sentiments forts pour l'un et l'autre, Diego et elle se remettront ensemble. Lorsque Violetta découvre leur relation, Francesca hésite à y mettre à nouveau un terme, mais ils resteront finalement ensemble.

### Clément Galán / Alexandre «Alex»
Interprété par Damien Lauretta
Saison 3
Jeune homme venant de France, il est le fils de Nicolás Galán. Il souhaiterait intégrer le studio On Beat mais son père refuse, car selon lui être artiste n'est pas un vrai métier. Il se présentera alors au studio sous le nom d'Alex, pour passer incognito. Il rencontrera Violetta qui l'aidera à intégrer le studio et aura le béguin pour cette dernière, il devient donc le nouveau rival de León. Même s'il sait que Violetta l'aime comme un ami, cela ne l'empêche pas d'espérer que cette relation évolue dans son sens. Il fera tout pour préserver sa fausse identité jusqu'à conclure un accord avec Jade et Matias afin de ne pas être obliger de quitter le studio dont il a eu une bourse grâce à Violetta et à Antonio qui n'est plus là. Il manigance avec Gery pour séparer León et Violetta après de nombreuses tentatives pour séparer le couple ils y arrivent mais leur amour renaît. Il a un faible pour Gery et s'embrasseront pour la première fois dans l'épisode 60. Il essaiera plusieurs fois de faire avouer à Gery qu'entre elle et lui il se passe quelque chose et aussi de dire toute la vérité à Violetta et León, il le dira à ces derniers avec Gery dans l'épisode 79 à Séville. Violetta le pardonnera et il sera en couple avec Gery.

### Angeles «Angie» Carárra / Castillo
Interprétée par Clara Alonso
Saison 1
Dynamique, agréable, charismatique et passionnée de musique et d'art, Angie est un esprit libre qui illumine tout ce qui l'entoure. Elle est la demi-sœur de l'épouse décédée de Germán, mais Violetta ne sait pas qu'Angie est sa tante même si celle-ci a tenté sans succès d'entrer en contact avec elle après la mort de sa mère. Aussi, quand Violetta revient à Buenos Aires, Angie se fait passer pour le nouveau professeur pour être auprès d'elle. Angie enseigne également le chant au Studio 21 et guidera Violetta sur le chemin de sa vocation, sans en informer Germán. Angie défendra sa nièce envers et contre tous, mais n'admet jamais qu'elle est attirée par Germán. Elle sortira sans succès avec Pablo et embrassera deux fois Germán, mais elle ne se sent pas prête pour une nouvelle relation. Elle est, comme Violetta, perdue avec les garçons : choisir entre Germán ou Pablo.
Saison 2
Elle sera ainsi jalouse de la nouvelle fiancée de Germán, Esmeralda, et de la relation que cette femme entretient avec Violetta. Dans l'épisode 65 de la saison 2, Angie décide de partir en France, après avoir découvert que l'homme qu'elle aimait et l'homme qu'elle essayait d'oublier était la même personne. C'est un poste de compositrice qu'Antonio propose à Angie, qui l’accepte grâce au soutien de Violetta, même si son départ rend triste Germán, Pablo et Violetta ainsi que tous les élèves du studio.
Saison 3
Dans la saison 3, Angie croisera tout d'abord Germán et Priscila ainsi que leurs filles en Espagne, où, d'une façon assez brutale, elle apprendra leur relation. Elle reste en Europe, mais revient dans l'épisode 23 après la mort d'Antonio. Elle reprend son poste de professeur au Studio et continue de donner des cours à Violetta. Elle réapparaît peu à peu dans la vie des Castillo, au grand dam de Priscila qui voit en elle une rivale dangereuse. Elle manquera d'embrasser Germán une fois de plus. Quand tous découvrirent le vrai visage de Priscila, elle épaulera ce dernier qui s'en rapprochera. Germán la demande en mariage grâce à Violetta et Ludmila au cours de l'épisode final. Angie accepte et ils se marient pendant le même épisode, en présence des élèves et professeurs du Studio.

### Jade Lafontaine / Galán
Interprétée par Florencia Benítez
Saison 1
Petite amie de Germán, Jade est une femme superficielle, obsédée par son apparence. Aguicheuse, jalouse, pleine de chichis, égoïste et manipulatrice, elle est aussi très impertinente, ce qui la rend drôle et en fait une charmante méchante. En réalité, le vrai méchant dissimulé dans l'ombre est son frère Matías. Jade vient d'une famille très aisée, elle est née riche et n'a jamais travaillé. Ainsi, une fois ruinée, ils décident que le seul moyen de maintenir leur niveau de vie est qu'elle épouse Germán et de le manipuler constamment. Jade déteste Violetta car elle lui vole l'attention de Germán, d'où son intention à vouloir l'envoyer dans un pensionnat très loin de l'amour de sa vie. Elle déteste aussi Angie, sa rivale directe dans le cœur de Germán. Dans les derniers épisodes, elle n'hésite pas à montrer sa face cachée quand elle ruse pour se marier très rapidement à German en exposant chaque mensonge de la famille. Hélas, le jour même, son futur époux refuse de l'épouser, ce qui la rend si folle qu'elle frappe Angie avec un vase avant d'être rapidement rattraper par la police avec son complice de frère. 
Saison 2
Dans la deuxième saison, elle et son frère engagent une jeune femme du nom d'Esmeralda pour séparer Germán et Angie, et plus tard briser le cœur de celui-ci. Cependant, obsédée par Germán et guidée par sa jalousie, elle tente de nombreuses fois la dénoncer à Germán, mais son frère intervient toujours pour l'en empêcher. Lorsqu'elle tombe de nouveau amoureuse de Germán, elle va parler à son frère et lui dire qu'elle voudrait redevenir riche. On apprendra que Jade sait chanter de l'opéra. Dans le dernier épisode de la saison 2, elle se fera arrêter avec son frère Matías, tentera de s'échapper de la voiture de police mais sera quand même mise en prison.
Saison 3
Dans la saison 3, Jade et Matías sortent de prison et Jade veut à tout prix se venger, mais Matías et Marcela essaieront de l'arrêter. Elle travaillera d'abord avec Matías dans un restaurant en tant que serveuse où elle rencontre la nouvelle fiancée de Germán, Priscila, qui deviendra sa pire ennemie. Désormais, elle voudra les séparer, car elle sera la seule à savoir que Pricila est plus mauvaise qu'elle. Elle est encore amoureuse de Germán et essaiera de le rendre jaloux avec son nouvel ami, Nicolás, le père de Clément, qui est tombé sous son charme et lui demande de travailler dans ses hôtels après l'avoir entendue chanter. Elle deviendra la propriétaire des locaux du Studio et s'auto-proclamera présidente-directrice de l'établissement. Elle épouse Nicolás dans l'épisode 49, mais ils se sépareront pendant une brève période après qu'elle lui ait menti à propos de l'achat des bâtiments du Studio. Elle se rendra alors compte qu'elle l'aime et essayera de se faire pardonner. Ils se réconcilieront à la fin de la saison et resteront ensemble.

### Marcello "Marco" Tavelli
Interprété par Xabiani Ponce De León 

Saison 2
Fidèle ami de Diego, Marco est un garçon qui ne veut pas faire de mal aux autres. Lors d'une soirée karaoké, il rencontre Francesca et deviendra son petit-ami. Son ex-amie Ana reviendra et réussira à les séparer mais à la fin de la saison 2, ils se remettront de nouveau ensemble.

Saison 3
Au début de la saison 3, il est toujours en couple avec Francesca mais ils se sépareront avant qu'il ne parte à Londres, reçu à une audition pour le Royal Auditorium.

### Matías Lafontaine
Interprété par Joaquín Berthold
Saison 1
Frère de Jade, il est plus intelligent qu'elle. Matías aime la gastronomie, est un voleur et un escroc. Dans la première saison, il vit dans sa voiture avant d'être assigné à résidence chez les Castillo en secret. Il y vit sans que personne s'en aperçoive. Seule Jade étant courant, elle le menace d'expulsion, car il refuse de partir de lui-même. Il se déguisera en le fantôme de María, la femme décédée de Germán et mère de Violetta, pour que Jade soit plus gentille, même si elle le sera, finalement, avec tout le monde sauf lui.
Saison 2
Jade et Matías ont engagé une actrice pour voler l'argent de Germán et lui briser le cœur, pour qu'il retombe dans les bras de Jade. Matías empêchera de nombreuses fois Jade de révéler leur plan à Germán, mais lui et sa sœur seront arrêtés à la fin de la saison. Il tombera d'ailleurs amoureux de l'inspecteur de police Marcela Parodi.
Saison 3
Dans la saison 3, il sort de prison avec sa sœur, encore plus amoureux de Marcela qui lui trouvera un travail dans un restaurant. Or, Matías se retrouve à devoir réparer les bêtises de plus en plus nombreuses de Jade. Ensuite, quand Jade découvre que Germán a une nouvelle fiancée, elle se met en tête de les séparer et c'est Matías qui en fait les frais. Lorsqu'il devient le chauffeur de Jade, Marcela décide de rompre avec lui sur un malentendu. Il devient le beau-frère de Nicolás et y trouve un profit personnel, car il retrouve sa richesse perdue après son arrestation. Quand Nicolás et Jade se séparent à cause du mensonge de sa sœur, il fera tout pour que Nicolás se réconcilie avec Jade. Il réussit à les réconcilier et à retrouver Marcela à la fin de la saison.

### Olga Patricia Peña
Interprétée par Mirta Wons
Saison 1
Femme de ménage de la famille Castillo, son deuxième prénom est Patricia. Elle aime Violetta comme sa propre fille. Elle peut être drôle et étrange, et n'apprécie pas la famille Lafontaine. Olga est amoureuse de Ramallo et est souvent jalouse.
Saison 2
Dans la saison 2, elle est en couple avec Oscar Cardozo, garde du corps de la fille du maire. Il se fiancent mais Olga décidera de le quitter, car l'amour qu'elle porte à Ramallo est plus fort que ce qu'elle ressent pour Oscar. 

Saison 3
Dans la saison 3, elle est en couple avec Ramallo et devient la rivale de la nouvelle femme de ménage des Castillo : Noelia, qui fera goûter son tiramisu à Ramallo, ce qui déclenchera une jalousie de plus chez Olga. Elle essayera de faire comprendre à Ramallo qu'elle veut se marier avec lui et fera tout pour qu'il la demande en mariage. Elle tombera ensuite sous le charme de Roberto avec qui elle se fiance, et formera un groupe de chant avec Ramallo : Espace personnel. Elle quittera Roberto car elle se rendra compte qu'elle aime toujours Ramallo. Il lui fera enfin sa déclaration et ils se remettront ensemble au cours de la saison.

### Napoleón «Napo» Ferro
Interprété par Rodrigo Velilla

Saison 1
Cousin de Ludmila, dont elle a honte, il est la deuxième « boniche » de Ludmila, mais il perd vite patience et se lie d'amitié avec l'autre groupe. Son meilleur ami est Braco, qu'il est le seul à comprendre. C'est un bon chanteur et danseur, ce qui va lui permettre d'intégrer le Studio 21. Il n'apparaît pas dans les saisons 2 et 3 de la série, la raison de son départ est inconnu.

### Priscila Ferro
Interprétée par Florencia Ortiz
Saison 3
Mère de Ludmila, elle aura une histoire d'amour avec Germán avec qui elle se fiance puis de se marie. Elle est la principale rivale de Jade et est aussi une très bonne chanteuse. Sa première rencontre avec Germán a lieu alors qu'elle est en train de chanter et elle en est tout de suite tombée amoureuse, cet amour étant réciproque. Leur histoire d'amour a commencé lorsque Antonio les a convoqué au Studio à cause du comportement de Ludmila. Violetta et Ludmila n'apprécient pas leur relation et ont essayé à plusieurs reprises de les séparer mais en vain. Priscila se révèle vite très méchante avec Violetta et même avec sa fille Ludmila. Elle n'apprécie guère Angie car elle connait son passé avec Germán et pense qu'ils éprouvent toujours des sentiments l'un pour l'autre. On remarquera au fil des épisodes qu'elle influence grandement Ludmila dans ses choix et la pousse à commettre de mauvais actes. Quand Violetta découvre ses agissements, Priscila la pousse dans un escalier (épisode 66) et ira même jusqu'à accuser sa propre fille et à décider de l'envoyer dans un internat en Suisse. Heureusement, Violetta et les autres feront éclater la vérité avec une vidéo provenant d'une caméra de surveillance, montrant la séquence. On apprend par la suite qu'elle a tout fait pour éloigner Ludmila de son père, pour avoir une emprise totale sur elle, quand ce dernier réapparaîtra grâce à Federico. De même, pour se dissuader Angie de s'approcher de Germán, elle glisse une araignée dans sa voiture ou ira même jusqu'à demander à son complice de la trafiquer. Après avoir compris la gravité de ses actes, elle présentera ses excuses et demandera à Germán de l'aider à se soigner.

### Lisandro Ramallo
Interprété par Alfredo Allende
Saison 1
Lisandro Ramallo, ou tout simplement Ramallo, est l'ami et fidèle conseiller de Germán. Il connaît pratiquement tous ses secrets. Olga en est amoureuse, et lui aussi mais ne le montre pas. La phrase qu'il prononce dans presque tous les épisodes est « Espace personnel », qu'il répète à chaque fois qu'Olga s'approche un peu trop près de lui. Lui et Olga n'apprécie pas la famille Lafontaine.
Saison 2
Il aura très peur du nouveau compagnon d'Olga, Oscar Cardozo, mais plus tard c'est lui qui lui fera peur.

Saison 3
Dans la saison 3, Olga et Ramallo seront amoureux malgré les nombreuses jalousies d'Olga. Elle essayera de lui faire comprendre qu'elle veut que une demande en mariage. Lorsqu'il se lie d'amitié avec la nouvelle femme de ménage des Castillo : Noélia, il déclenche une nouvelle jalousie d'Olga. Il sera lui-même jaloux de Roberto, qui sort avec Olga au cours de la saison 3, mais ce dernier lui cédera sa place, comprenant qu'ils ressentent toujours des sentiments l'un pour l'autre. Il formera un groupe de chant avec Olga et Roberto, baptisé Espace Personnel.

### Gregorio Casal
Interprété par Rodrigo Pedreira
Saison 1
Professeur de danse au Studio, il est très talentueux mais insupportable et d'une exigence souvent extrême. Il est jaloux de Pablo au point de lui voler sa place au sein du Studio en trafiquant le spectacle. Gregorio se fera renvoyer plusieurs fois du Studio mais finira toujours par revenir.
Saison 2
Dans la deuxième saison, il est révélé qu'il est en fait le père de Diego. Il changera d'attitude et deviendra gentil quand il saura qu'il a eu un fils.
Saison 3
Dans la saison 3, il quittera le Studio On Beat pour créer sa propre école, nommée Art Rebel, en compagnie de son fils Diego. Il sera le rival de Milton, le nouveau professeur de chant qui remplace Angie. Il entend une conversation entre Pablo, Antonio et Milton qui disent que Art Rebel fait de l'ombre au Studio. Milton fera tout pour gâcher “ l'amitié ” entre Pablo et Gregorio. Il engage Gery comme assistante à Art Rebel. Il ne supportera pas la mort d'Antonio et décidera de réintégrer le Studio, ce qui rend Diego furieux à l'idée d'abandonner le projet qu'ils venaient de lancer. Il redevient insupportable au Studio comme autrefois et se dispute fréquemment avec son fils. Mais grâce à l'implication des élèves, et particulièrement de Francesca, il reprendra son studio Art Rebel au cours de l'épisode 78.

### Roberto «Beto» Benvenuto
Interprété par Pablo Sultani
Saison 1
Professeur de musique au Studio, il est très maladroit et assez étourdi.
Saison 2
Dans la saison 2, il aura un coup de foudre pour Jackie. Très ami avec Angie.
Saison 3
Il restera aussi maladroit dans la saison 3 et sera triste du départ de Gregorio du Studio. Il tombera sous le charme d'Olga mais comprendra qu'elle aime toujours Ramallo et décidera de rompre avec elle. Il formera un groupe de chant avec Olga et Ramallo : Espace Personnel.

### Pablo Galindo
Interprété par Ezequiel Rodriguez
Saison 1
Pablo, directeur artistique du Studio, est sérieux et toujours à l'écoute des autres. Remplacé par Gregorio dans la saison 1, il travaillera aussi au Restó Band avec Luca, le frère de Francesca. Il tombe amoureux d'Angie dans la saison 1.
Saison 2
Il retombera de nouveau amoureux d'Angie dans la saison 2. Entre-temps, il sera amoureux de Jackie, la nièce d'Antonio, et sortira avec elle par la suite.
Saison 3
Dans la saison 3, Milton le convainc que Gregorio fait de l'ombre au Studio On beat, car ce dernier a créé son propre studio qu'il a nommé Art Rebel. Plus tard, Pablo quitte le studio, inconsolable de la mort d'Antonio. Mais, comprenant que sa place y est toujours, il décide de reprendre pleinement la direction du Studio. Il tombera amoureux de Brenda vers la fin de la saison.

### Milton Vinicius
Interprété par Rodrigo Frampton
Saison 3
Milton est le nouveau professeur de chant du studio On Beat, qui remplace Angie dans la saison 3. Il essayera de gâcher l'amitié entre Pablo et Gregorio, dont il est le rival et déteste sa personne tout comme son studio Art Rebel. Il se montre rapidement très méchant envers les élèves, et il agit sans que les autres professeurs du Studio ne le sachent. Il sera finalement renvoyé du Studio, après que les professeurs aient découvert que c'est lui qui a ruiné le studio en faisant fuir leur sponsor et plus de la moitié des élèves.

### Jacqueline «Jackie» Saenz
Interprété par Valentina Frione
Saison 2
Nouvelle professeur de danse du studio On beat après le renvoi de Gregorio, elle est aussi la nièce d'Antonio. Elle n'apprécie guère Angie, et décidera pour cela de se rapprocher de Pablo. Plus tard, elle commence une relation amoureuse avec lui et déclenche la jalousie d'Angie. Roberto est fou amoureux d'elle, celle-ci ne s'en rendait pas compte jusqu’à ce que les autres professeurs ne le découvrent. Jackie quitte la série lors de l'épisode 46 de la saison 2.

### Geraldine "Gery" Lopez
Interprétée par Macarena Miguel
Saison 3
Gery apparaît pour la première fois dans l'épisode 7 de la saison 3, où elle distribue des prospectus pour son travail et les fait accidentellement tomber en bousculant León. Elle est donc renvoyée. Grâce à León, elle trouve un poste d'assistante à Art Rebel avec Gregorio et Diego. Diego réalise qu'elle est amoureuse de León mais n'ose pas lui dire. Elle sera jalouse de Violetta. Plus tard dans les épisodes, elle travaillera avec León dans son garage. Elle va s'allier avec Alex pour casser le couple de Violetta et León, ils feront tout pour les séparer : Gery va notamment briser le téléphone de León après un appel de Violetta. À la fin de la saison 3, Violetta et Léon pardonnent ce que Gery et Alex leur ont fait et décident de ne plus en parler et d'oublier toute cette histoire. Gery et Alex finissent par se mettre en couple et sont désormais ensemble.

### Braco
Interprété par Artur Logunov
Saison 1
Très bon danseur, notamment de hip-hop, il est Ukrainien. Il est aussi amoureux de Violetta mais n'ose pas lui dire. Pratiquement toujours nerveux, il commence dans ce cas à parler ukrainien. Presque toutes ses phrases contiennent « Dans mon pays », « l'ours brun » ou « l'octodon ». Il est prêt à tout pour ses amis. Son meilleur ami est Napo, qui est d'ailleurs le seul à le comprendre. Il apparaît dans le final de la saison 1 mais est absent des saisons 2 et 3 de la série, la raison de son départ n'est pas connu.

### Antonio Fernández Vallejos
Interprété par Alberto Fernandez de Rosa
Saison 1
Directeur du Studio 21, il aide Violetta à l'intégrer dans la saison 1.
Saison 2 
Dans la saison 2, sa nièce Jackie vient travailler au Studio On Beat. 
Saison 3
Dans l'épisode 21 de la saison 3, il meurt dans un accident.

### Lara
Interprétée par Valeria Baroni
Saison 2
Mécanicienne de motocross, Lara est une fille forte, travailleuse et indépendante. Malgré son apparence de jeune paysanne, Lara est une jeune fille séduisante. Elle tombera rapidement amoureuse de León. Rivale de Violetta, elle est jalouse de la relation qu'elle a pu entretenir avec ce dernier. Elle demandera à León de choisir entre la musique et le motocross, ses deux passions, mais comprendra en l'entendant chanter qu'il ne peut pas vivre sans la musique. Elle sait que León n'a jamais oublié Violetta et cela l'affecte particulièrement. Ils sortiront ensemble avant de se quitter dans l'épisode 72 de la saison 2.

### Nicolás Galán
Interprété par Nacho Gadano
Saison 3

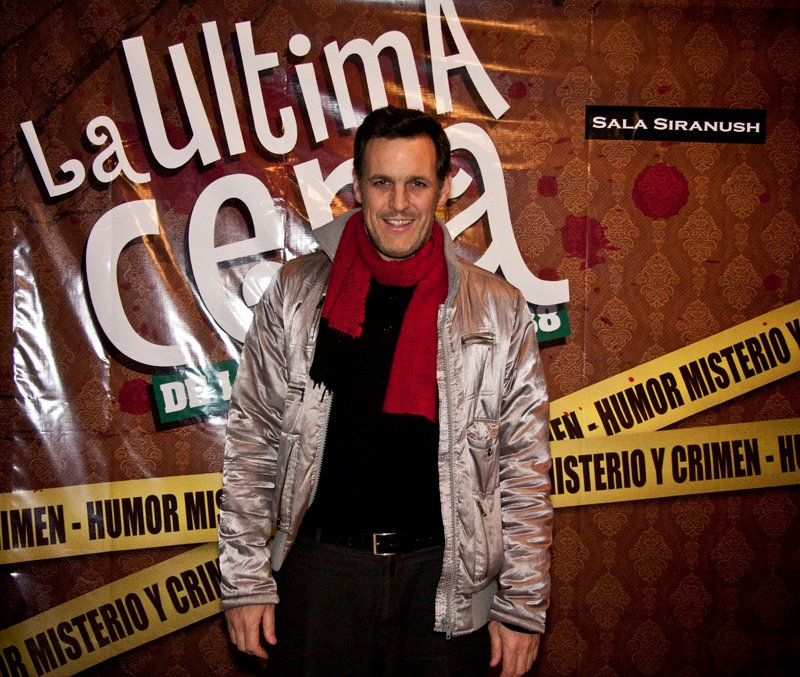
Nacho Gadano interprète Nicolás Galán.

Père de Clément, il vient de France. Il refuse que son fils intègre le Studio On beat, lui préférant une carrière d'ingénieur. Pendant que Jade se remaquillait au milieu la route, Philippe, le chauffeur de Nicolás, manque de la renverser et Nicolás tombe alors sous son charme. Leur deuxième rencontre se passe sur le lieu de travail de Jade. Plus tard, ils décideront de se marier. Mais ayant appris que Jade a acheté les locaux du Studio On Beat à son insu et en est devenue la patronne, il se sépareront pendant une brève période. Voyant qu'il ressent toujours des sentiments pour elle, ils se réconcilieront à la fin de la saison et resteront ensemble.

### Esmeralda Di Pietro
Interprétée par Carla Pandolfi (it)

Saison 2
Actrice engagée par Jade et Matías dans le but de voler la fortune de Germán et lui briser le cœur. Elle prétend être porteuse d'un projet d'irrigation dans les Andes, ce qui l'amène à travailler avec Germán et à se rapprocher de lui. Lorsque ce dernier perd sa maison, elle paie la caution qui permet à Violetta et Germán d'y rester, et accepte d'emménager avec eux. Elle tente plusieurs fois de dissuader Jade d'aller au bout de son plan. Entraînée dans les excès des Lafontaine, elle accepte d'épouser Germán et s'enfuira au milieu de la cérémonie, Jade l'ayant dénoncée à la police. Elle n'apparaîtra que dans la saison 2, pour la première fois dans l'épisode 4 et pour la dernière fois dans l'épisode 60, dans lequel on la revoit brièvement dans sa fugue. Son nom est évoqué par Olga dans l'épisode 5 de la saison 3.

## Personnages secondaires
Rafael « Rafa » Palmer
Interprété par Germán Tripel 

Star internationale qui craque sur Angie. Ce personnage n'apparaîtra que dans la saison 1.
Angélica Saramego
Interprétée par Nilda Raggi 

Mère d'Angie et María, grand-mère de Violetta, elle débarque à Buenos Aires pour dire la vérité sur Angie à Violetta. Ce personnage n'apparaîtra que dans la saison 1.
Laura Calixto
Interprétée par Nicole Luis 

Sœur d'Andrés dont Maxi sera amoureux. Ce personnage n'apparaîtra que dans la saison 1.
Andrea
Interprétée par Nikole Castillo 

Andrea est une élève du Studio jouant du violoncelle. Elle est follement amoureuse de Maxi. Plus tard, elle change de look, devient plus belle et Maxi tombe fou amoureux d'elle, mais elle finit par sortir avec Andrés. Ce personnage n'apparaîtra que dans la saison 1.
Helena « Lena » Vidal
Interprétée par Lucía Gil 

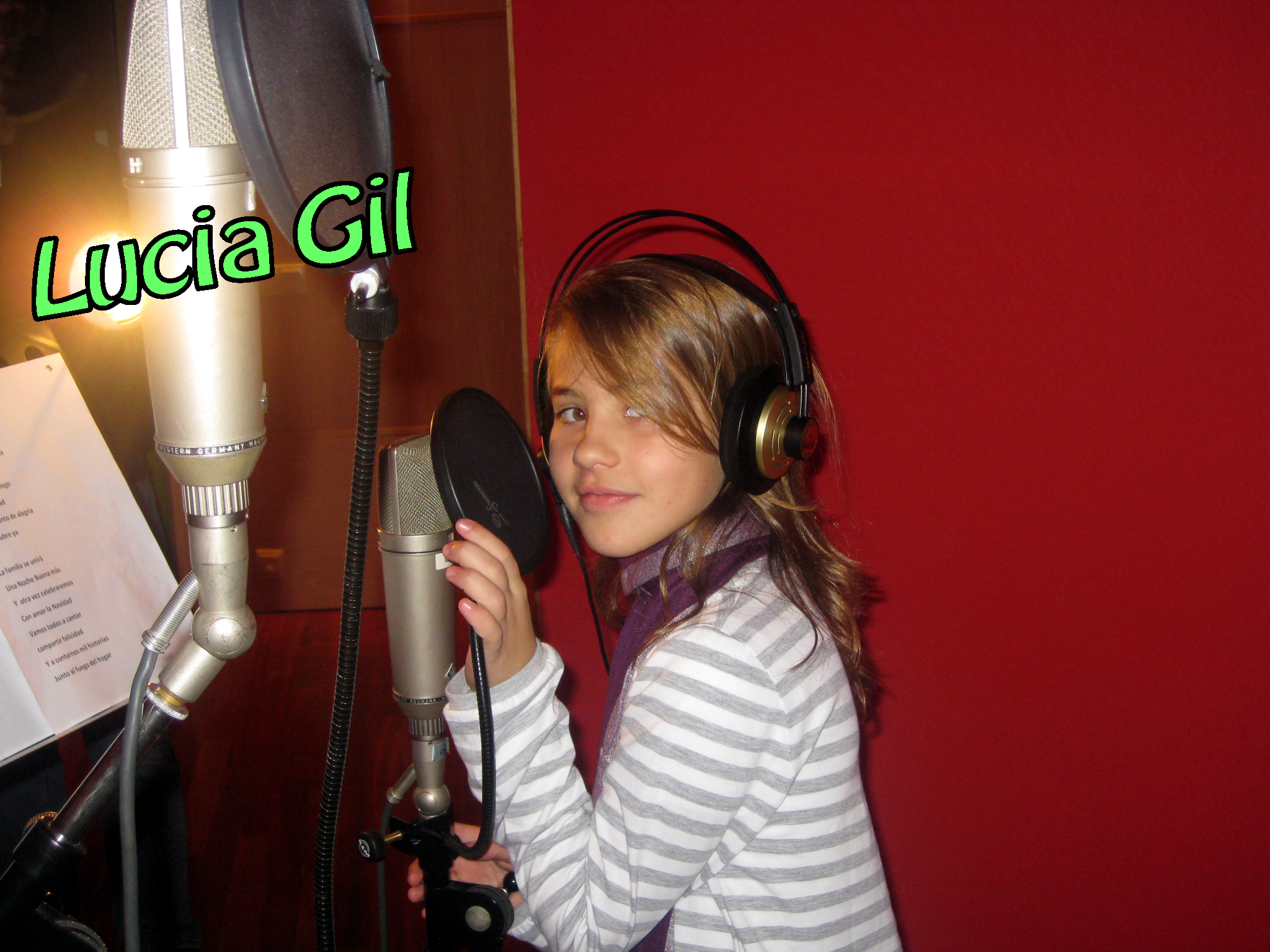
Lucía Gil interprète Lena Vidal.

Sœur de Nata, elle défend sa sœur auprès de Ludmila. Gregorio la choisit pour être le nouveau visage du Studio. Mais quand elle découvre que Gregorio lui a demandé de participer afin qu'il puisse l'utiliser pour attirer l'attention sur lui, et non pas parce qu'elle avait du talent, elle décide de quitter le Studio et de faire une demande d'inscription l'année suivante. Elle réapparaîtra plus tard dans les saisons 2 et 3.
Marotti
Interprété par Diego Álcala 

Marotti est le producteur exécutif de YouMix. Il apparaîtra dans les trois saisons. 
Dionisio « DJ » Juárez
Interprété par Gerardo Velázquez 

DJ est mexicain. Il possède un blog en espagnol : La campaña chismosa. Il est amoureux de Camilla et essaie sans arrêt de la conquérir. DJ tente d'intégrer le Studio mais échoue à l'examen. Peu après, il devient l'assistant de Roberto comme Tomás l'a été avant lui. Il quitte le Studio après avoir obtenu une meilleure offre. Il est également très bon rappeur. Il n'apparaîtra que dans la saison 2.
Oscar Cardozo
Interprété par Luis Sabatini 

Garde du corps de Emma, ex-petite amie d'Andrés et fille du maire. Il est le petit-ami d'Olga, qu'il demandera en mariage. Plus tard, elle le quittera pour Ramallo, ce qui va le rendre dépressif. Il n'apparaîtra que dans la saison 2. 
Emma Toledo
Interprétée par Paloma Sirvén 

Fille du maire et petite-amie d'Andrés, elle est toujours accompagnée de son garde du corps, Oscar Cardozo. Andrés la trouvant très collante, il choisit de la quitter. Triste et malheureuse, elle demanda à son père d'annuler le concert du Studio. Andrès et ses amis tentèrent de l'en dissuader. Elle crut un temps qu'Andrés la quittait pour Libi, la nouvelle danseuse du Studio qui repart en Israël. Elle n'apparaîtra que dans la saison 2.
Elinor "Libi"
Interprétée par Gaya Gur Arie 

D'origine israélienne, Libi est la nouvelle danseuse du Studio. Très vite, Andrés tombe sous son charme avant qu'elle ne reparte en Israël. Elle n'apparaîtra que dans la saison 2.
Ana
Interprétée par Justina Bustos 

Ex-petite amie de Marco qui débarque à Buenos Aires, elle  parvient à séparer Marco et Francesca mais il finiront par se remettre ensemble. Elle n'apparaîtra que dans la saison 2. 
Marcela Parodi
Interprétée par Soledad Comasco 

Elle apparaît à partir de la saison 2, Inspecteur de police, Matías est tombé amoureux d'elle. Elle hésitera durant tous les épisodes même si elle semble particulièrement troublée par lui. Dans la saison 3, elle sortira avec Matías et ils vivront ensemble dans sa maison avec Jade. C'est elle qui trouvera un travail de serveurs pour Jade et Matías dans un restaurant.
Ambre Di Pietro
Interprétée par Agustina Cabo 

Fille d'Esmeralda, manipulatrice et sournoise, elle possède une tablette où elle enregistre les secrets de Jade et Matías qui discutent de comment détruire Germán, Olga qui dit à Angie d'être amoureuse de Ramallo et Ramallo qui est en train de gâcher le dîner d'Olga. Elle leur fait du chantage en menaçant Ramallo de tout dire à Olga s'il ne l'amène pas au zoo. Elle n'apparaîtra que dans la saison 2.
Matilda
Interprétée par Justyna Bojczuk 

Venue de Pologne, elle soutient d'abord le groupe des garçons sur le projet en ligne du Studio. Il s'avère qu'elle est la représentante d'un club de moto cross et qu'elle a soutenu le groupe pour pourvoir approcher León, qui refuse de rempiler. Restant quelques jours à Buenos Aires, elle se rapproche peu à peu de Maxi, avec qui elle aura une courte aventure avant de rentrer dans son pays. Elle n'apparaît que dans la saison 3.
Felipe Díaz
Interprétée par Javier LQ 

Beau jeune homme venant d'Espagne, il est le partenaire de Ludmila chez YouMix. Il charme toutes les filles du Studio On Beat. Les rumeurs des magazines de YouMix racontent qu'il est en couple avec Ludmila, ce qui va être réalité et poussera Federico à rompre une seconde fois avec elle. Il déclenchera la guerre avec Frederico, mais il va avoir plus de sentiments pour Nata. Il va les lui révéler aussi vite, ce qui rendra la jeune fille nerveuse entre son amour pour Maxi (qui a rompu avec elle mais l'aime encore) et les sentiments qu'elle commence à ressentir pour le beau jeune homme. Il n'apparaîtra que dans la saison 3.
Brenda
Interprétée par Julía Martínez Rubio 

Brenda est productrice d'une maison de disque. Sa maison de disque signe un contrat avec le groupe de León (formé de Maxi, Federico, Broduey, Léon et Andrés). Plus tard elle deviendra le sponsor du Studio On Beat et tombera amoureuse de Pablo. Elle n'apparaîtra que dans la saison 3.

## Autres personnages
María Saramego
Interprétée par Victoria Racedo 

Sœur de Angie et fille de Angélica, elle est la mère de Violetta et la première femme de Germán. Décédée lors d'un concert lorsque Violetta avait 5 ans, María était une grande chanteuse et c'est d'elle que Violetta tient sa voix. 
Luís
Luís apparaît dans le premier épisode de la première saison. Violetta le rencontre dans l'avion lorsqu'elle s'envole à Buenos Aires. Germán se fera passer pour un agent de la police fédérale et interviendra pour l'éloigner d'elle. 
Agustina « Agus » Heredia
Interprétée par Lara Muñoz 

Agus est la cousine de Tomás. Le jeune Maestro Zambrano est fou amoureux d'elle et souhaite même arrêter sa carrière pour elle. Elle n'apparaîtra que dans la saison 1.
Ingrid
Ingrid est la nouvelle professeur de Violetta qui remplace Angie. Olga la déteste car Ingrid est très amoureuse de Ramallo. Olga fait tout pour qu'elle démissionne. Elle aussi, comme Ramallo et Olga, dit « Espace personnel ». Elle n'apparaîtra que dans la saison 2.
Jacinto Lafontaine
Jacinto est le père de Matías et Jade. Il s'est évadé de prison et se déguise en jardinier pour voler la fortune de Germán. Il n'apparaîtra que dans la saison 1.
Le psychologue Dr Duffrey
Interprété par Martín Pavlovsky 

Dans la saison 1, Antonio l'engage pour s'occuper de Gregorio mais il échoue. Il revient dans la deuxième saison pour aider les professeurs du Studio. Dans la saison 3, Francesca va l'engager pour comprendre le problème entre Diego et son père.
Me Lombardo
Interprété par Mariano Musimeci 

Me Lombardo est un mandataire qui est chargé de la garde de Matías.
M. Amendola
Interprété par Francisco Benvenuti 

M. Amendola est un directeur artistique.
Gustavo
Interprété par Thiago Batistuta 

Gustavo est un élève du Studio dont Nata est amoureuse, mais il l'utilise en réalité pour se rapprocher de Ludmila.
Maestro Zambrano
Interprété par Pedro Maurizi 

Maestro Zambrano est un enfant prodige avec un grand talent musical. Il est fou amoureux de Agustina, la cousine de Tomás, et souhaite même arrêter sa carrière pour plaire à Agustina. 
Charly
Interprété par Jésus Villegas 

Charly est le producteur responsable de la nourriture pour animaux. Il a essayé de piéger Camilla en lui demandant si elle pouvait signer un contrat mais c'est Ludmila qui tombe dans le piège et signe un contrat en croyant que c'est un producteur de musique.
Mara Ponte
Interprétée par Sumi Justo 

Cousine de Maxi et cuisinière dans le Restó Band, Maxi tombera amoureux d'elle sans savoir qu'elle est en réalité sa cousine. Ce personnage n'apparaîtra que dans la saison 1.
Valeria
Interprétée par Yasmim Manaia 

Valeria est la cousine de Broduey. Camilla est jalouse d'elle car elle croit que Valeria est sa petite-amie. 
Martina Caviglia
Interprétée par Marty Petrucci 

Martina est la cousine de Francesca. Elle vient rendre visite à sa cousine au Studio.
Noelia
Noelia est la nouvelle femme de ménage des Castillo dans la saison 3. Elle remplacera Olga depuis son départ. Elle fera un tiramisu pour Ramallo et quand Olga l'apprendra, elle sera furieuse et très jalouse contre elle.
Philippe
Philippe est le chauffeur de la famille Galán. Il a failli renverser Jade. Il est aussi en quelque sorte un espion : Nicolas, le père de Clément, lui demande d'espionner son fils.
Erika
Erika est la cousine de Diego. Étant proche de Diego, Francesca sera jalouse d'elle mais Diego dira à Camilla qu'elle est un membre de sa famille. Plus tard, Andrés tombera sous son charme et tentera de la conquérir, mais celle-ci se révélera kleptomane et commencera à voler certains élèves du Studio (dont Camilla, Broduey, Maxi, Andrés lui-même, Ludmila et Nata). Andrés accusera Clément et essaiera de trouver des preuves contre lui. Plus tard, Ludmila aussi pensera que Clément est le voleur. Peu après, Erika accusera Andrés, celui-ci risque de ne pas faire la tournée du studio On Beat puis Diego devine qu'Erika est derrière tout ça et elle révélera sa maladie devant certains élèves du Studio. Andrés lui pardonnera et prendra sa défense.
Carlo Caviglia
Carlo est le père de Francesca et Luca. On le voit dans quelques épisodes de la saison 2. Il veut que sa fille parte avec lui et toute sa famille en Italie pour le travail. Au moment de monter dans l'avion, il laisse sa fille, Francesca, repartir car il comprend qu'elle est faite pour chanter et aller au Studio et que sa vraie vie est à Buenos Aires.

## Guests Stars
Bridgit Mendler
Interprétée par Bridgit Mendler 

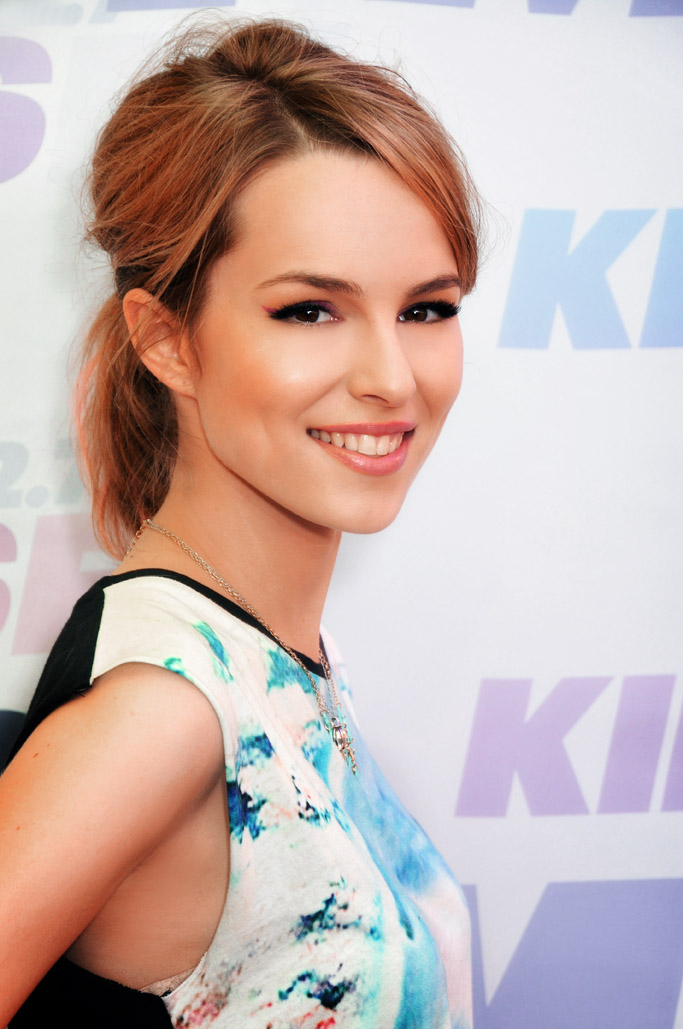
Bridgit Mendler interprète son propre rôle.

Bridgit Mendler apparait dans l'épisode 11 de la saison 2. Elle vient au Studio pour chanter Hurricane avec tous les élèves.
Rock Bones
Interprétés par Juan Ciancio, Gastón Vietto et Guido Pennelli  

Les Rock Bones apparaissent dans l'épisode 35 de la saison 1. Ils interprètent la chanson Mi perdición avec Violetta. Ils réapparaîtront dans l'épisode 53 de la saison 2 pour chanter Tonight et Four Winds. Le batteur des Rock Bones, qui se nomme en réalité Guido Pennelli, interprétait le rôle de Sebas, qui était en couple avec Camilla jusqu'à qu'elle mettent un terme à leur relation. Les Rock Bones reviendront également dans la saison 3.
College 11
Interprétés par Mayra Arduini et Bruno Martini 

Les College 11 sont un groupe brésilien composé de Mayra Arduini et Bruno Martini. Ils apparaissent dans l'épisode 34 de la saison 1 et interprètent leur chanson Go!.
R5
Interprétés par Ross Lynch, Riker Lynch, Rocky Lynch, Rydel Lynch et Ellington Ratliff  

Le groupe des R5 est composé des frères et sœur Riker, Rocky, Ross et Rydel, ainsi que de leur meilleur ami Ellington. Ils sont venus au Studio pour y interpréter leur chanson Heart Made Up On You dans l'épisode 70 de la saison 3.